# Marineros de Mazatlán
Los Marineros de Mazatlán es un equipo que iba a participar en la Liga Mexicana de Béisbol con sede en Mazatlán, Sinaloa, México.

## Historia
Los Marineros ingresarían a la LMB en 2016. La Liga Mexicana de Béisbol tendría una nueva plaza en la temporada 2016, y sería en Sinaloa, con el nacimiento de la franquicia de los Marineros de Mazatlán.
La ciudad de Mazatlán sería la primera y la única en tener equipos tanto en la Liga Mexicana de Béisbol como en la Liga Mexicana del Pacífico al mismo tiempo, ya que la nueva franquicia compartiría el Estadio Teodoro Mariscal con los Venados de Mazatlán para el 2016, para posteriormente mudarse a un nuevo estadio en el 2017.

## Jugadores

### Roster actual
Por definir.